# 烂滚夫斗烂滚妻
《爛滾夫鬥爛滾妻》，是2013年由王晶監製、執導以及編劇的一部時裝喜劇香港電影，由杜汶澤、周秀娜領銜主演，彭浩翔、鄒凱光、梁政玨主演。故事疑似影射麥玲玲以及李家仁夫妻。

## 簡介
玄學大師車震（杜汶澤飾）是一個花花公子，一次與兩個女子約會時偶然認識做獸醫而且也很花的周志玲Chi-Ling（周秀娜飾），兩人先在餐廳相遇，而後又在車家相遇。周志玲在閨蜜大卞、小卞（梁政玨飾）的聊天下表示對車很有感覺，二卞表示邀約他及其好友王晶衛以及陳十三參加化裝舞會。事後志玲因酒醉不省人事由車震將她搬送回自己家，但卻沒有與之發生任何關係，讓志玲以及二卞驚奇，志玲因此認為對方對自己也有感覺，但二卞表示對他極不信任，於是要求他搬來住並且一百天內不能與任何人發生關係。車震表示應承。
一路相安無事，在第60天的時候，志玲與車震見其家長，車震在廁所出醜，而略有憤慨。此後到了第76天，兩人的感情才開始收到了真正的考驗。車震接到了舊愛蕭音音的電話前往新界石屋見她一面，不過令車震沒想到的是音音竟然從假鬼變成了真鬼，嚇得他急忙跑回去。另一方面，在診所加班的志玲則遇上了被譽為“城中筍盤”的鑽石王老五利兆楷，志玲幫利的小狗醫治好後利就送她回家，沒想到卻被車遇到，以為志玲出軌。
第99天，二人與一干好友去到利兆楷旗下酒店住宿以慶祝第一百天即將度過。但沒想到車震的初戀情人突然回歸，而利兆楷則正式對志玲展開追求……

## 演員表
- 杜汶澤 飾演 車震
- 周秀娜 飾演 周志玲Chi-Ling
- 彭浩翔 飾演 陳十三
- 鄒凱光 飾演 王晶衛
- 梁政玨 飾演 小卞
- 鍾采羲 飾演 大卞
- 童　菲 飾演 何嘉欣
- 劉浩龍 飾演 利兆楷

### 客串演员
- 霍波　　 飾演 司徒發達（影射司徒法正）
- 羅子喬 飾演 蕭音音
- 石咏莉 飾演 車震女友
- 趙婉瑜 飾演 小小寶
- 布睎尤
- 胡然 飾演
- 吳雲甫 飾演
- 鍾蕙芝 飾演
- 黃興國 飾演 周志玲之父
- 區靄玲 飾演 周志玲之母
- 黃耀煌 飾演
- 余慕蓮 飾演